# Péter Esterházy
Péter Esterházy (Budapeste, 14 de abril de 1950 – 14 de julho de 2016) foi um escritor húngaro. Ele foi um dos mais conhecidos contemporâneos húngaros e escritores da Europa Central. Ele tem sido chamado de "protagonista da literatura húngara do século XX" e seus livros são considerados contribuições significativas para a literatura do pós-guerra.

## Biografia
Esterházy nasceu em Budapeste, em 14 de abril de 1950, filho mais velho de Mátyás Esterházy de Galántha (Conde Esterházy até 1947, quando a monarquia foi abolida e a nobreza perdeu seu poder político) e Magdolna Mányoki (1916-1980). Seu avô paterno foi Conde Móric Esterházy, que brevemente serviu como primeiro-ministro da Hungria em 1917. Através de sua avó paterna, a Condessa Margit Károlyi, um de seus antepassados foi o Conde Gyula Károlyi, também primeiro-ministro de 1931 a 1932. Péter teve três irmãos mais novos, incluindo o ex-jogador de futebol Márton Esterházy.
Formado em matemática pela Universidade Eötvös Loránd, começou a escrever na década de 1970. Ele é talvez mais conhecido fora de seu país natal por Harmonia Caelestis, que narra a ascensão épica de seus antepassados durante o Império austro-húngaro a sua desapropriação sob o comunismo. Em 2005, com o título Revu et corrigé, publicou uma nova versão de Harmonia Caelestis ao descobrir que seu pai era um informante para a polícia secreta durante a era comunista. Muitas de suas outras obras também lidam com a experiência de viver sob um regime comunista e em um país pós-comunista. Ele escreveu em um estilo que pode ser caracterizado como pós-modernismo e sua prosa tem sido descrita por John Updike como "Saltitante, alusivo e escorregadio ... há vivacidade, um estalo elétrico, as frases são ativas e concretas, os detalhes físicos saltam da escuridão da ambivalência emocional". Em um obituário publicado pela Reuters, sua técnica literária é descrita da seguinte maneira: "Empregando um ritmo de parar e ir, sua escrita concentrada em reviravoltas e surpresas ao invés de linhas narrativas retas, combinando experiências pessoais com referências, citações e todas as nuances de piadas do sarcasmo ao humor de banheiro, às vezes incluindo textos de outros autores".
Suas obras foram publicadas em mais de 20 idiomas. Foi premiado com várias distinções literárias na Hungria, incluindo o prestigiado Prêmio Kossuth em 1996, além de receber prêmios internacionais na França, Áustria, Alemanha, Eslovênia e Polônia.
Em outubro de 2015, foi a público que ele sofria de câncer de pâncreas. Ele morreu no dia 14 de julho de 2016.

## Obras
- Fancsikó és Pinta, 1976
- Pápai vizeken ne kalózkodj, 1977
- Termelési-regény. Kisssregény, 1979
- Függo, 1981
- Ki szavatol a lady biztonságáért?, 1982
- Kis Magyar Pornográfia, 1984
- A szív segédigéi, 1985
- Bevezetés a szépirodalomba, 1986
- Daisy, "ópera semiseria en un acto", 1984
- Fuharosok, 1983
- Tizenhét hattyúk, 1987
- A kitömött hattyú, ensayos, 1988
- Biztos kaland, 1989
- Hrabal könyve, 1990
- Az elefántcsonttoronyból, 1991
- A halacska csodálatos élete, 1991
- Hahn-Hahn grófno pillantása, 1992
- Élet és irodalom, publicado junto com Jegyzokönyv de Imre Kertész, 1993
- Amit a csokornyakkendo-rol tudni kell..., 1993
- A vajszínu árnyalat, 1993
- Egy kékharisnya följegyzéseibol, 1994
- Búcsúszimfónia – A gabonakereskedo, 1994
- Egy no, 1995
- Egy kék haris, 1996
- Irene Dische, Hans Magnus Enzensberger, 1996
- Harmonia caelestis, 2000
- Javított kiadás, 2002
- A szabadság nehéz mámora, 2003
- Semmi muvészet, 2008
- Esti, 2010
- Egyszeru történet vesszo száz oldal - a kardozós változat, 2013
- Egyszeru történet vesszo száz oldal - a Márk változat, 2014
- A Bunös, 2015
- Hasnyálmirigynapló, 2016

## Prêmios internacionais
- Ordre des Arts et des Lettres, França[14]
- Ordem de Mérito, Romênia[15]
- Prêmio de Literatura Europeia do Estado Austríaco, Áustria[16]
- Prêmio Herder, Áustria e Alemanha[14]
- Prêmio Vilenica, Eslovênia[17]
- Prêmio da Paz do Comércio de Livro Alemão, Alemanha[18]
- Prêmio Angelus da Europa Central para a Literatura, Polônia[19]
- Prêmio Mondello, Itália[20]
- Prêmio Masi, Itália[21]